# Gerald Gansterer
Gerald Gansterer (* 29. Oktober 1982 in Wiener Neustadt) ist ein österreichischer Fußballspieler auf der Position eines Abwehrspielers. Zuletzt spielte er bei der Kapfenberger SV in der österreichischen Bundesliga.

## Karriere
Gansterer begann seine Fußballerkarriere in der Jugend des ASK Ternitz in Niederösterreich. Als Jugendspieler kam er dann zum SK Rapid Wien. Er wechselte noch als Jugendspieler die Fronten in Wien und ging wenig später zum FK Austria Wien. Nach einigen Jahren in der Jugend wurde er 2004 in den Kader der Amateure aufgenommen und spielte in der Saison 2005/06 bereits 26 Spiele in der Ersten Liga. 2006 wechselte er innerhalb der zweiten Liga zu LASK Linz, wo er als Stammspieler 2007 den Aufstieg in die Bundesliga schaffte. 
Sein Debüt in der höchsten Spielklasse Österreichs gab der Verteidiger am 10. Juli 2007 beim Spiel der 1. Runde zwischen SK Austria Kärnten und dem LASK, welches 1:0 endete. Gansterer spielte in der Viererkette durch. Im August verletzte er sich an den Adduktoren, weswegen er beinahe die ganze Herbstsaison ausfiel.
Nachdem er zur Sommerpause vor der Saison 2009/10 ohne Verein war, wechselte er Ende August 2009 zum Ligakonkurrenten, der Kapfenberger SV. Seit Sommer 2010 ist Gansterer wieder vereinslos.
Im Winter 2011/12 unterzeichnete er beim UFC Eferding, welcher in der Oberösterreich-Liga spielt.